# Pachnobia
Pachnobia är ett släkte av fjärilar. Pachnobia ingår i familjen nattflyn.

## Dottertaxa tillPachnobia, i alfabetisk ordning[1]
- Pachnobia aborigenea
- Pachnobia acraea
- Pachnobia acuminata
- Pachnobia aegrota
- Pachnobia aequaeva
- Pachnobia aklavicensis
- Pachnobia alaskae
- Pachnobia albonigra
- Pachnobia albuncula
- Pachnobia alpicola
- Pachnobia alpina
- Pachnobia amathusia
- Pachnobia amatoria
- Pachnobia ampla
- Pachnobia apropitia
- Pachnobia aquilonaris
- Pachnobia arctica
- Pachnobia arufa
- Pachnobia arufoides
- Pachnobia atrata
- Pachnobia baileyana
- Pachnobia baltica
- Pachnobia banghaasi
- Pachnobia beddeci
- Pachnobia borealis
- Pachnobia brachiptera
- Pachnobia brunneopicta
- Pachnobia bryanti
- Pachnobia carnea
- Pachnobia carnica
- Pachnobia cinerea
- Pachnobia clarkei
- Pachnobia coerulescens
- Pachnobia comparata
- Pachnobia conditoides
- Pachnobia constricta
- Pachnobia daisetsuzana
- Pachnobia diffusa
- Pachnobia discitincta
- Pachnobia distensa
- Pachnobia distincta
- Pachnobia elisabethae
- Pachnobia fabulosa
- Pachnobia fasciata
- Pachnobia fennica
- Pachnobia fennoscandica
- Pachnobia fergusoni
- Pachnobia filipjevi
- Pachnobia fuscogrisea
- Pachnobia gelida
- Pachnobia glacialis
- Pachnobia glaucina
- Pachnobia griseola
- Pachnobia helenae
- Pachnobia homogena
- Pachnobia hyperborea
- Pachnobia imandrensis
- Pachnobia imperita
- Pachnobia intermedia
- Pachnobia iveni
- Pachnobia janae
- Pachnobia katuna
- Pachnobia kolymae
- Pachnobia kongsvoldensis
- Pachnobia kononis
- Pachnobia kurentzovi
- Pachnobia laetabilis
- Pachnobia lankialai
- Pachnobia laxa
- Pachnobia liquidaria
- Pachnobia livalis
- Pachnobia lorezi
- Pachnobia lupa
- Pachnobia lyngei
- Pachnobia magadanica
- Pachnobia magdanensis
- Pachnobia mallochi
- Pachnobia mevesi
- Pachnobia millieri
- Pachnobia minor
- Pachnobia mixta
- Pachnobia modesta
- Pachnobia monotona
- Pachnobia montana
- Pachnobia morandi
- Pachnobia nigricans
- Pachnobia nolens
- Pachnobia norica
- Pachnobia norvegica
- Pachnobia obliterata
- Pachnobia obscura
- Pachnobia ochrops
- Pachnobia ogilviana
- Pachnobia okakensis
- Pachnobia partita
- Pachnobia penthima
- Pachnobia pergratiosa
- Pachnobia perquiritata
- Pachnobia poppiusi
- Pachnobia quieta
- Pachnobia rhaetica
- Pachnobia riffelensis
- Pachnobia rigida
- Pachnobia rodionovi
- Pachnobia roosta
- Pachnobia rufistigma
- Pachnobia rybatchiensis
- Pachnobia sachalinensis
- Pachnobia sajana
- Pachnobia saxigena
- Pachnobia schoenherri
- Pachnobia schoennherri
- Pachnobia similis
- Pachnobia simplicissima
- Pachnobia sincera
- Pachnobia singularis
- Pachnobia speciosa
- Pachnobia stejnigeri
- Pachnobia suffusa
- Pachnobia tamanukii
- Pachnobia tecta
- Pachnobia tectoides
- Pachnobia thula
- Pachnobia unifasciata
- Pachnobia uniformis
- Pachnobia ursae
- Pachnobia ussurica
- Pachnobia vega
- Pachnobia veruta
- Pachnobia viridescens
- Pachnobia woodi
- Pachnobia xena
- Pachnobia yatsugadakeana
- Pachnobia yukona
- Pachnobia zelleri